# مؤسسه پژوهشی کودکان دنیا
مؤسسه پژوهشی کودکان دنیا نهادی پژوهشی در تهران است که با هدف کمک به زندگی سالم و شایسته برای کودکان خردسال و ایجاد فرصت‌های مناسب رشد همه‌جانبه برای آن‌ها فعالیت می‌کند. این نهاد در سال ۱۳۷۳ تأسیس شد.
مدیریت این مؤسسه را ناصر یوسفی بر عهده دارد.

## فعالیت‌ها
فعالیت اصلی مؤسسه، پژوهش در حوزهٔ آموزش کودکان خردسال و برنامه‌های رشد و تکامل کودکان خردسال است. مؤسسه کودکان دنیا از سال ۷۵ تا کنون به راه‌اندازی مهدهای روستایی و برگزاری جلسات آموزشی برای مربیان این مهدها پرداخته‌است. فعالیت‌های دیگر این مؤسسه عبارت‌اند از: گسترش فرهنگ ایرانی و آشنایی کودکان با آن، راه‌اندازی مهدهایی در اردوگاه‌های مهاجرین، برگزاری دوره‌های آموزش مربی کودک، برگزاری دوره‌های قصه‌گویی، قصه‌گویی در مهدها، اجرای خیمه‌شب‌بازی، مربیان سیار، احداث کتابخانه در مناطق مختلف، راه‌اندازی مهد در حاشیه شهرهایی مانند زاهدان، مواظبت از کودکان در بلایای طبیعی مثلاً مراقبت سازمان‌یافته از کودکان خردسال در زلزله بم، بررسی اسباب بازی‌های کودکان، اشاعهٔ فرهنگ صلح بین کودکان، تدوین بیانیه فرهنگ صلح و تشکیل شورای گسترش فرهنگ صلح، توزیع اسباب‌بازی و کتاب برای آوارگان افغان در جنگ آمریکا در سال ۱۳۷۹، ایجاد موزه‌های خانگی و عینی‌کردن میراث فرهنگی در قالب این موزه‌ها، جمع‌آوری عروسک‌های روستایی با تأکید بر فرهنگ بومی کشور، تأسیس خانه قصه و افسانه، آماده‌سازی منابع، کتاب، جزوه و فیلم‌های آموزشی، برای مربیان، مدیران، کارشناسان آموزشی و والدین، و تجهیز و راه‌اندازی انواع مراکز مراقبت و آموزش کودکان در سراسر ایران. برگزاری نمایش‌گاه عروسک‌های افسانه‌ی ماه‌پیشانی با فراخوان و گردآوری آثار هنرمندان از سراسر ایران

## افتخارات
مؤسسه کودکان دنیا در سال ۱۳۸۰ برندهٔ چهارمین دورهٔ جایزهٔ ترویج علم برای «ایجاد تحول در نگرش جامعه نسبت به رشد،تکامل و آموزش و پرورش کودکان پیش از دبستان در سراسر ایران» شد.
مؤسسه همچنین در سال ۱۳۹۰ به جایزه آسترید لیندگرن (۲۰۱۲) معرفی شد و کاندیدای جایزه فرهنگ صلح یونسکو در سال ۲۰۰۲ و ۲۰۰۵ بود.

## آثار
- قصه‌هایی برای خواب کودکان